# En stynet strejfer
En Stynet Strejfer er navnet på C.V. Jørgensens første studiealbum, som udkom på LP i 1974 på pladeselskabet Hookfarm. Indspilningen foregik i det dengang primitive Werner Demo-Studio med blot fire spor. Werner Scherrer, der var ejer af studiet, fungerede som tekniker, men der var ikke nogen egentlig producer knyttet til indspilningen.
Musikalsk er albummet især præget af Ivan Horns virtuose guitarspil, og der optræder et forholdsvist stort antal soli, f.eks. i sange som "Sort vinter", "Poloteknik" og "Direkte fra hjertet blot". I flere af sangene, "Hey Steen Salonfirben", titelnummeret og "Fandens til sumpparty" optræder der en del temposkift, noget som sjældent forekommer på C.V. Jørgensens senere plader. Rytmegruppen er af Niels Martinov blevet beskrevet som "bemærkelsesværdig tung og ikke videre svingende", Samme forfatter betegner produktionen som "meget ujævn" og teksterne som "gådefulde og svært fordøjelige" og præget af en ret udbredt tristhed og pessimisme.
Albummet fik en ret blandet modtagelse af anmelderne. Land og Folks anmeldelse lød bl.a.: "Sjældent er hørt så mange ord, så usammenhængende med forkert diktion og så ringe tydelighed ... Det er vist år siden, man digtede så snirklet". Af mere positive anmeldelser kunne nævnes Kristeligt Dagblad, der beskrev pladen som "en fornyelse i dansk rockmusik", mens Lasse Ellegaard i Dagbladet Information betegnede pladen som noget af det bedste, der indtil da var sket i dansk rockmusik, idet han dog ligesom bl.a. Land Og Folks anmelder havde forbehold overfor teksterne.

## Numre

### Side 1
1. "Sort vinter" (5:04)
2. "Hey Steen Salonfirben" (4:29)
3. "Piano Rob" (4:06)
4. "Poloteknik" (4:06)

### Side 2
1. "En stynet strejfer" (3:55)
2. "I dag men ikke i morgen" (2:24)
3. "Direkte fra hjertet blot" (5:03)
4. "Alt er stille indtil videre" (3:13)
5. "Fandens til sumpparty" (5:09)

Tekst og musik: C.V. Jørgensen